# Air Force One

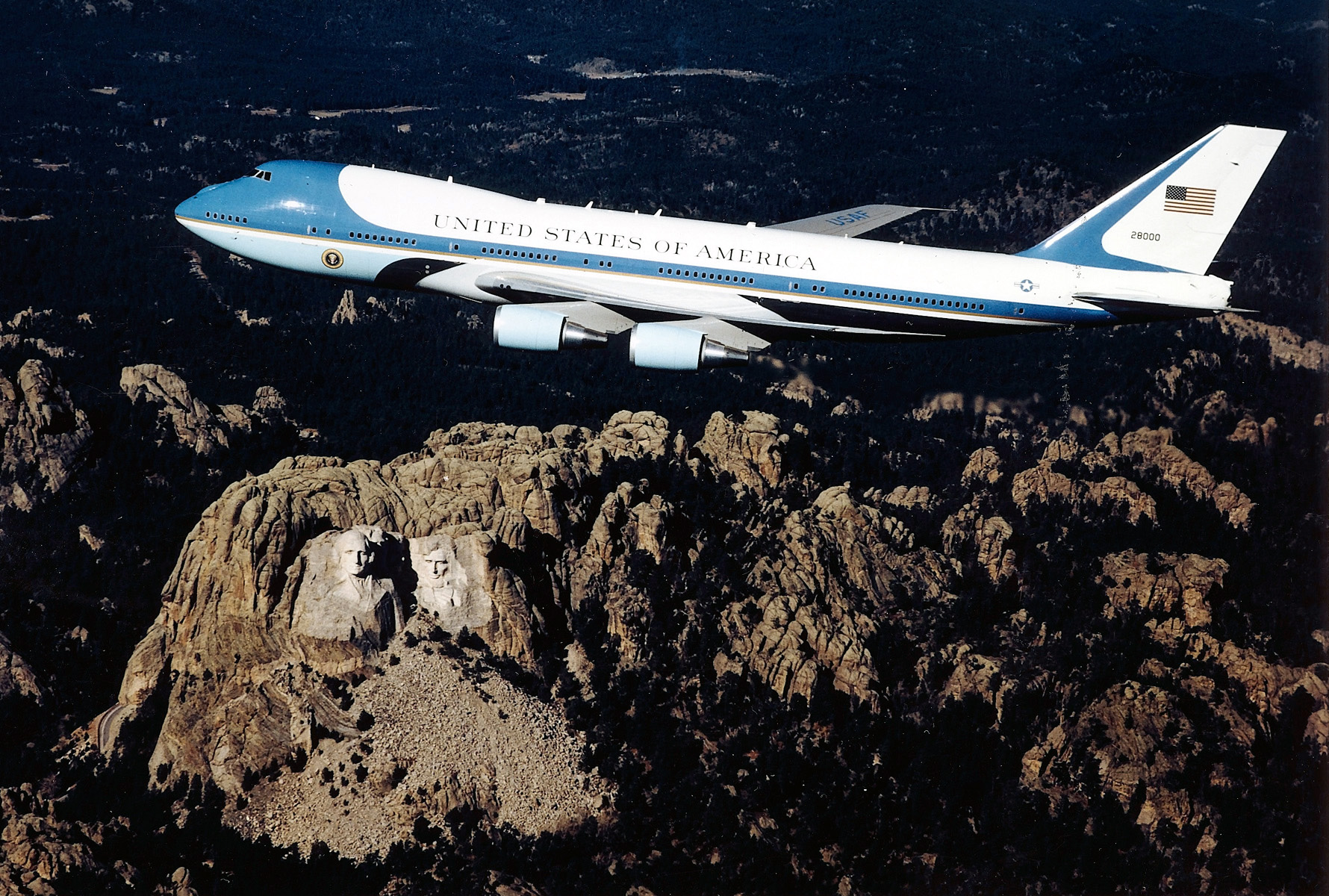
Az Egyesült Államok elnökének egyik VC–25A típusú repülőgépe

Az Air Force One az Amerikai Egyesült Államok Légierejének (USAF) kötelékében azon repülőgépeknek a hívójele, amelyen az Egyesült Államok elnöke utazik. Manapság ezt az elnevezést az elnök speciális berendezésekkel felszerelt, az USAF által üzemeltetett két darab – 28000 és 29000 lajstromjelű – VC–25A-ra használják, amely a Boeing 747–200B erősen átalakított változata. 2017-től a Légierő három másik repülőgéppel tervezi lecserélni a két VC-25A-t.

## Története

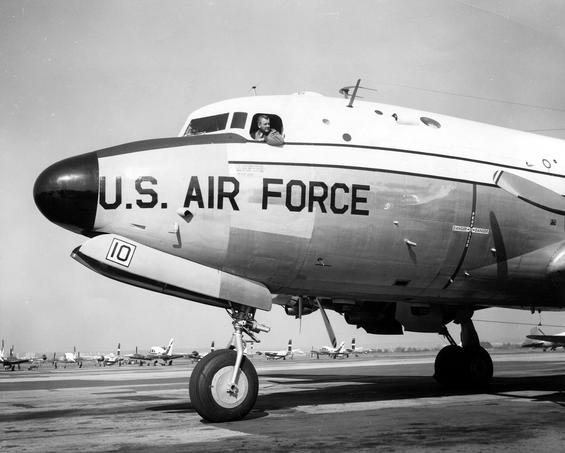
Franklin D. Roosevelt "The Sacred Cow" elnevezésű C–54 Skymaster-e.

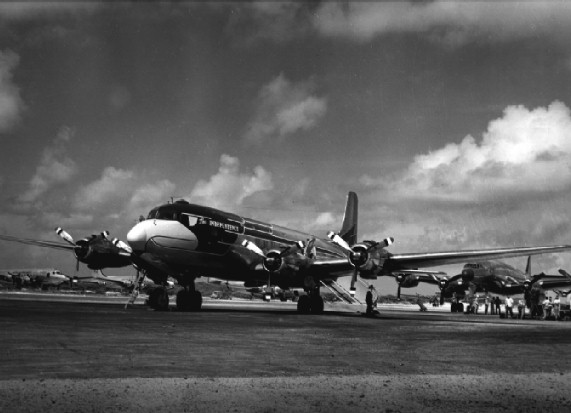
A Truman elnök által használt Independence

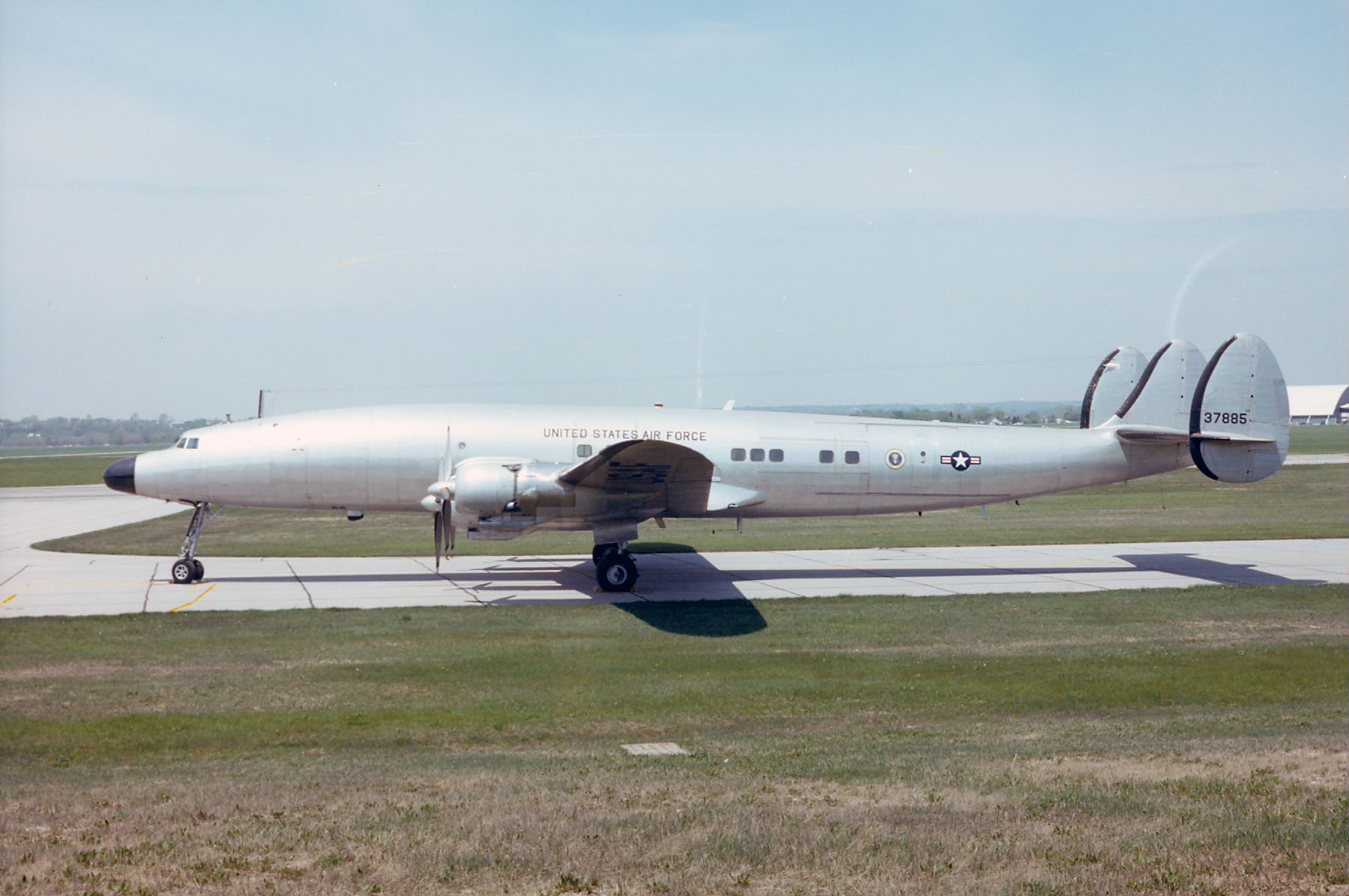
A Columbine III-mal Eisenhower elnök repült

1910. október 11-én Theodore Roosevelt lett az első repülőgépen utazó amerikai elnök, bár már nem elnökként. Amikor ugyanis a St. Louis-i Kinloch Field-ről a Wright fivérek egyik gépével felszállt, akkor már William Howard Taft volt az elnök. A repülésre az alkalmat egy vidéki búcsú adta, amely során Roosevelt rövid időre a tömeg fölé emelkedett.
A második világháború előtt az elnökök hosszabb távolságú és nemzetközi utazásai meglehetősen ritkaságszámba mentek. A drót nélküli távközlés és a gyors utazás hiánya miatt az ilyen távoli utak megnehezítették az elnökkel való kapcsolattartást, valamint elszigetelték a washingtoni eseményektől. Az 1930-as évek végére többek között a Douglas DC–3 megjelenésével az amerikai nagyközönség számára is elfogadott utazási móddá vált a repülés. A csupafém géptestek, a megbízhatóbb motorok és az újonnan kifejlesztett rádiónavigációs berendezések a kereskedelmi repülést kényelmesebbé és biztonságosabbá tették. A biztosítótársaságok már a pilótákra is hajlandók voltak életbiztosítást kötni (bár továbbra is csillagászati áron), és különösen nagyobb utazásokhoz az amerikai kormány tagjai is a repülést kezdték a vasúttal szemben előnyben részesíteni.
Az első, elnöki ideje alatt is repülőgéppel utazó elnök Franklin D. Roosevelt volt. A második világháború során Roosevelt a Pan Am Dixie Clipper nevű  Boeing 314-es hidroplánjával utazott a casablancai konferenciára. A német tengeralattjárók fenyegetése miatt a három leszállást igényelő transzatlanti légiutat a hajónál biztonságosabbnak ítélték.
Az első, kifejezetten elnöki különgépnek szánt repülőgép feladatára a B–24 Liberator bombázókból átalakított C–87 Liberator Express egyikét szánták . A népszerű bombázóból közel háromszáz C–87, lényeges kevésbé népszerű teherszállító épült. Ezek közül a 41-24159 lajstromjelű gépet 1943-ban elnöki különgéppé építették át, amelynek a Guess Where II nevet adták. A C–87 variáns baleseti statisztikáit átnézve azonban a Secret Service megtiltotta, hogy a gépen elnök utazzon. Az átalakított VIP gépet ezután a Roosevelt-kormány magas rangú tagjai használták hivatalos útjaikon. 1944 márciusában a Guess Where II Eleanor Rooseveltet szállította a számos közép-amerikai országot érintő jószolgáltai útján. A C–87-et végül 1945-ben vonták ki a forgalomból.
A Secret Service ezután egy Douglas C–54 Skymastert, a DC–4 katonai változatát alakíttatta át elnöki különgéppé. A Sacred Cow nevű repülőgépben kialakítottak egy alvófülkét, beépítettek rádiótelefont, valamint Roosevelt kerekesszéke számára felszerelték egy behúzható lifttel. Az elnöki C–54 ezután számos útra vitte el Rooseveltet.
Roosevelt 1945 tavaszán bekövetkezett halála után Harry S. Truman alelnökből lett az új elnök. Truman 1947-ben a C–54-et lecserélte egy C–118 Liftmasterre, és az Independence nevet adta az új gépnek.
Eisenhower elnök négy repülőgépet készíttetett fel elnöki különgéppé. A két Lockheed Constellationnek (VC–121E) Mamie Eisenhower Colorado állam hivatalos virága, a törpe harangláb angol neve után a Columbine II és a Columbine III nevet adta. A két Aero Commander 500 attól vált nevezetessé, hogy a hatüléses gépek voltak a legkisebb, Air Force One hívónevet használó repülőgépek. Eisenhower az Air Force One-ba vezeték nélküli telefont és telexet is szereltetett. Eisenhower elnöksége vége felé, 1958-ban a légierő három sugárhajtású Boeing 707-est (VC-137A) állított szolgálatba. A modern géppel az elnök először 1959. december 3. és 22. között 11 ázsiai országot látogatott meg. A 35 000 km-es utazást 19 nap alatt hajtotta végre – kétszer gyorsabban, mintha az egyik Columbine-nal ment volna.

### A Boeing 707-esek

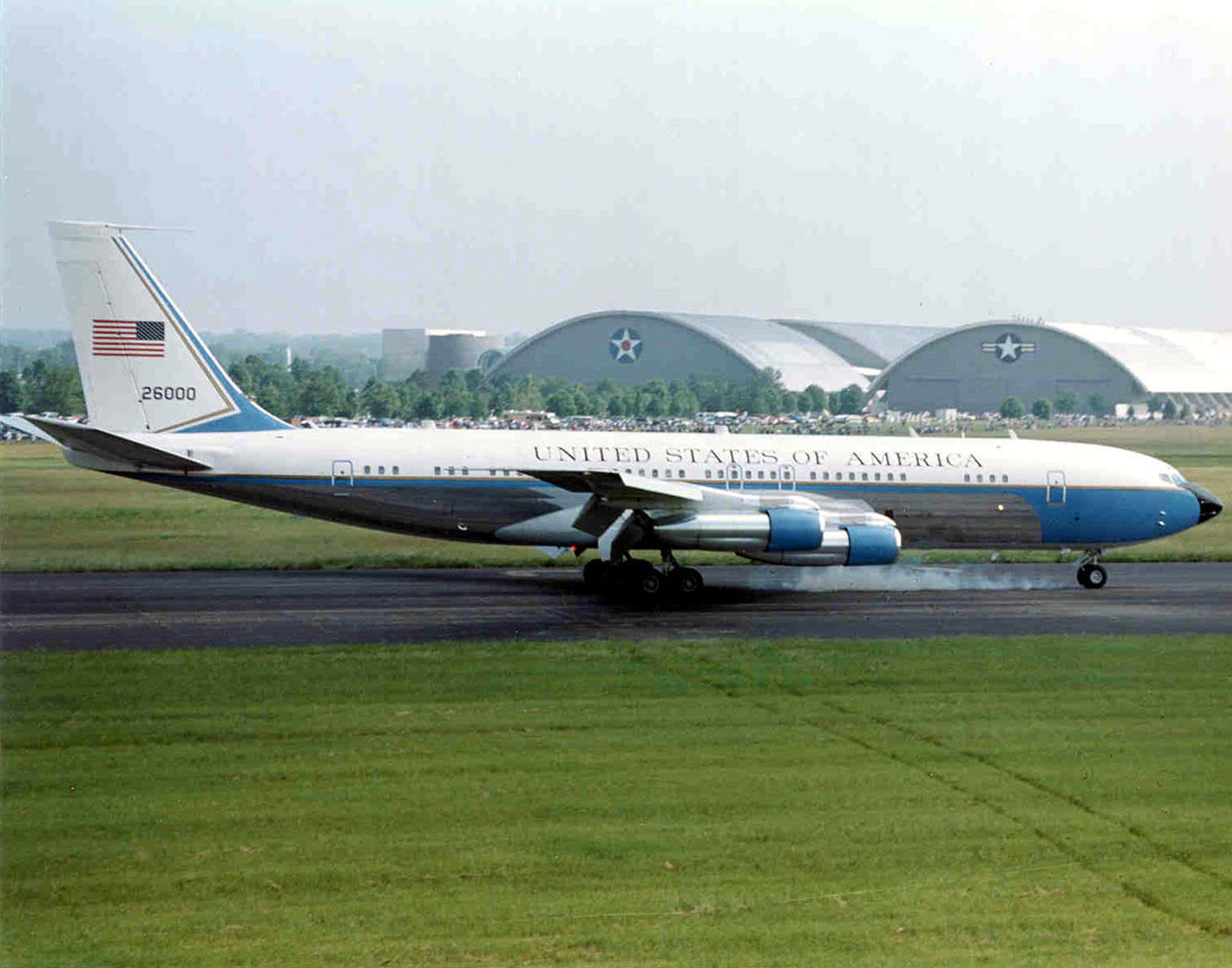
A 26000-es lajstromszámú Boeing 707 Kennedytől Clintonig szolgálta a Fehér Ház főbérlőjét.

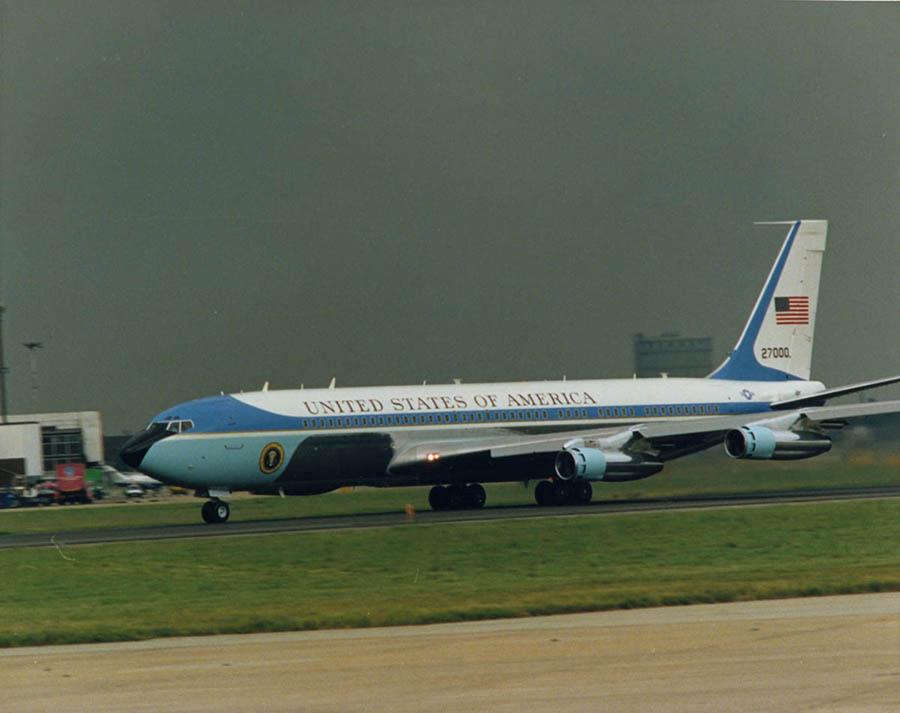
A 27000-es lajstromszámú Boeing 707 Nixontól George W. Bushig szolgálta az amerikai elnököket, és Nixontól Reaganig volt az elnökök fő repülőgépe.

1962 októberében John F. Kennedy kormánya egy hosszútávú repülésre átépített Boeing 707-est vásárolt, bár az Eisenhower-korabeli 707-esekkel utazott Kanadába, Franciaországba, Ausztráliába és az Egyesült Királyságba.
Az új géphez az Air Force egy új, saját tervezésű gépfestést alkalmazott vörös és arany színben, Amerika teljes nevének nagybetűs feliratozásával. Kennedynek azonban a festés túlságosan is fejedelminek tűnt, és ezért Jacqueline Kennedy ajánlására a francia-amerikai Raymond Loewy iparművészt kérte fel az új VC–137B kidekorálásához. Loewy az elnökkel folytatott beszélgetését követően először is az amerikai nemzeti archívumban megtekintette a függetlenségi nyilatkozatot, amelyben az ország nevét egy levegős, nagybetűs betűtípussal, Caslonnal szedték. A gép alját meghagyta csillogó alumínium-színűre, és két kék árnyalatot használt: egy pasztellkéket a korábbi köztársaság és elnökség jelképéül, valamint egy mélyebb, modernebb világoskéket a jelen és a jövő szimbolizálására. A gép orrának mindkét oldalára kikerült az elnöki címer, a gép farkára az amerikai zászló, a törzs mindkét oldalára pedig a nagybetűs United States of America. Lowey munkáját az elnök és a sajtó egyaránt nagyra méltatta, és a tervezetet az 1990-ben bevezetett VC–25-re is átvitték.
A 26000-es lajstromszámú gép 1962 és 1998 között állt szolgálatban, Kennedy elnöktől Clintonig. 1963. november 22-én ezen a gépen utazott Kennedy a végzetes kimenetelű dallasi útjára. Aznap délután az elnököt meggyilkolták és Lyndon B. Johnson alelnök a Washingtonba visszatérő 26000-es fedélzetén tette le az elnöki esküt. Johnson kérésére Kennedy holttestét is a 26000-es szállította később Washingtonba, és Kennedy temetésénél ez a gép repült el az arlingtoni temető felett, 50 vadászgép kíséretében. Egy évtizeddel később a szívrohamban elhunyt Jonhson holttestét is ezzel szállították a washingtoni állami temetésre, majd a texasi végső nyughelyére. Miután Johnsont a texasi ranch-án eltemették, a 26000-es egyik volt pilótája nyújtotta át az amerikai zászlót az özvegynek, Lady Bird Johnsonnak.
Johnson elnök kétszer repült Vietnámba az amerikai katonákat meglátogatni, 1966-ban és 1967-ben. A gép másik szokatlan felhasználására 1967. december 19-ei kezdettel került sor, amikor is Johnson öt nap alatt körbeutazta vele a földet. Az eredetileg csak Harold Holt ausztrál miniszterelnök temetésére indult Johnson végül 14 országot látogatott meg, és 45 400 km-t tett meg – amitől a „fapados” gépen őt követő sajtó képviselőnek meg is lett a nem túl kedves véleménye.
A 26000-es főszerepét 1972-ben a 27000-es lajstromjelű VC–137C vette át. A 26000-est egészen 1998-ig megtartották tartalékgépnek. Jelenleg az amerikai légierő múzeumában van kiállítva, az ohiói Wright-Patterson légitámaszponton. A 27000-est először Nixon elnök használta, majd utána az összes többi elnök is 1990-ig, amikor is a főszerepet két Boeing VC–25 vette át: a 28000-es és a 29000-es. Nixon lemondását követően az Air Force One fedélzetén indult haza Kaliforniába. Missouri felett a gép  27000-re váltott hívójelet miután Gerald Ford letette az elnöki esküt.
A 27000-est 2001-ben George W. Bush nyugdíjazta. A gép a kaliforniai San Bernardino nemzetközi repülőtérre repült, ahol szétszerelték, majd a közeli Ronald Reagan elnöki könyvtárba szállították, ahol összeszerelés után kiállították

### A Boeing 747-esek

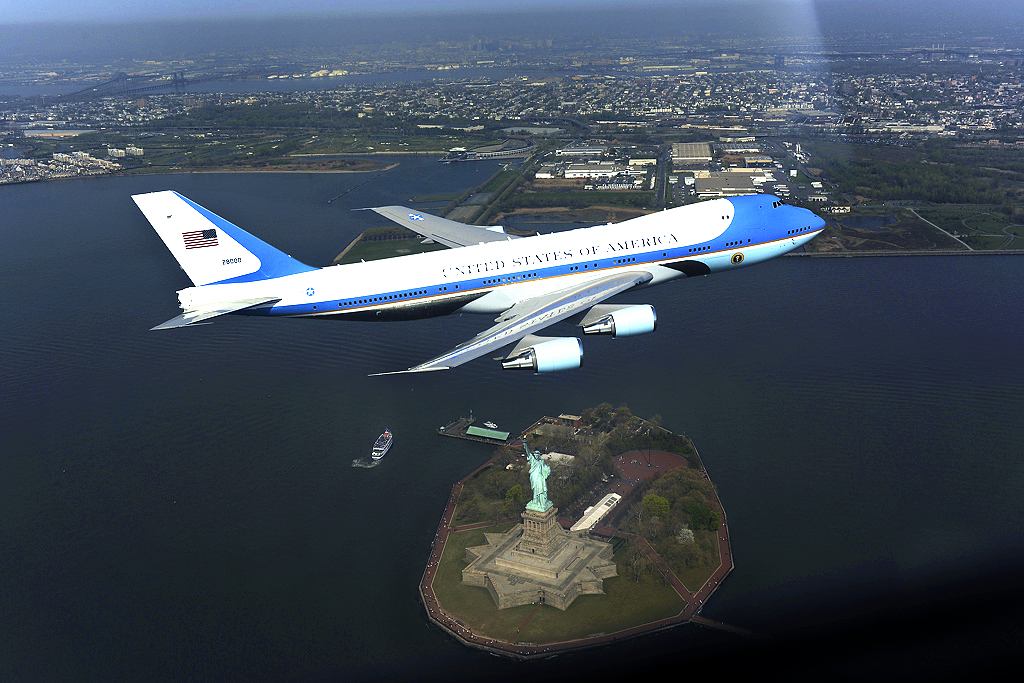
A 28000-es megjelenése kisebb pánikot keltett 2009. április 27-én New York felett.

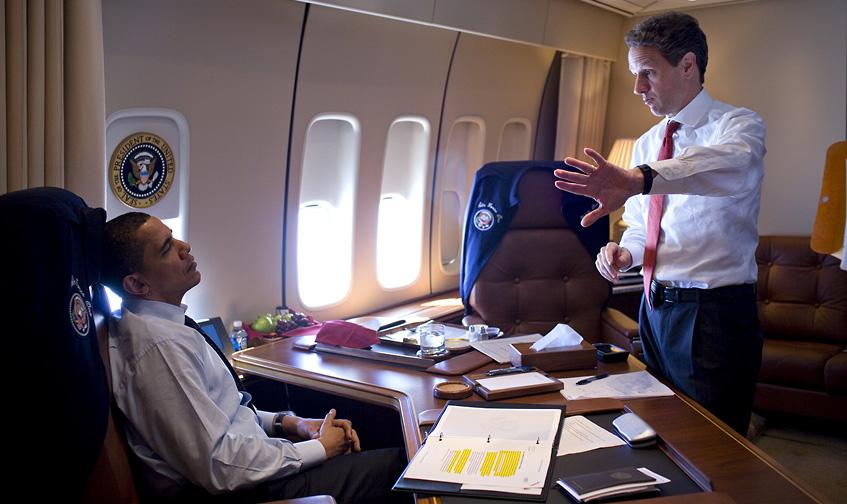
Barack Obama elnöki irodájában az Air Force One fedélzetén, Timothy Geithner pénzügyminiszterrel.

Bár Ronald Reagan két elnöki terminusa alatt az Air Force One gépeken nem hajtottak végre jelentősebb változtatásokat, a jelenleg használt Boeing 747-esek tervezése és gyártása már akkor elkezdődött. Reagan a két, lassan kiöregedő Boeing 707-es leváltására két azonos kiépítésű Boeing 747-est rendelt. A belső berendezést Nancy Reagan first lady ízlése szerint az USA délnyugati részének stílusában készítették el. Az első gépet 1990-ben, George H. W. Bush elnöksége alatt szállították le. A szállítást késleltette, hogy a gépeket felkészítették egy elektromágneses impulzus (EMP) hatásainak kivédésére.
A VC–25-öst kódolt és kódolatlan telefon- és informatikai rendszerekkel szerelték fel, amelyek segítségével az elnök egy USA-t ért támadás esetében is képes a levegőből ellátni elnöki feladatait.

## Egyéb érdekességei
Az elnöki flottát a 89. légiszállítási ezred üzemelteti a marylandi Andrews légitámaszpontról. A VC–25-ösöket is valószínűleg le fogják cserélni, mivel üzemeltetésük többek között a régebbi generációs hajtóművek miatt többe kerül. A lehetséges típusok között szerepelt a Boeing 747–8 és az Airbus A380 2009. január 28-án azonban az Airbust gyártó EADS bejelentette, hogy nem kíván részt venni az elnöki különgép-programban, így egyedül a Boeing maradt versenyben – egyelőre még nem tudni, hogy a Boeing 747-8-cal vagy a Boeing 787-tel
Az Air Force One-nak általában nincsen vadászgép-kísérete, viszont 1974 júniusában Nixon szíriai látogatása során szíriai vadászgépek repültek az Air Force One felé, hogy díszkíséretet biztosítsanak. Erről azonban a gép személyzetét előzetesen nem tájékoztatták, ezért a pilóták a géppel menekülő zuhanásba kezdtek.
2009. április 27-én egy PR-fotó kedvéért az egyik VC–25 alacsonyan repült New York körül. Az utasszállító láttán és a szeptember 11-ei terrortámadást felidézve az esemény a város lakosaiban kisebb pánikot váltott ki. Az eset politikai következményeként lemondott a Fehér Ház katonai összekötői irodájának igazgatója.
Nem közismert, de a gépen felszolgált ételek árait az elnök kivételével mindenkinek, a rajta utazó fehér házi alkalmazottaknak és újságíróknak is kiszámlázzák. Saját élelmiszer nem vihető a fedélzetre, a különgép ételeit viszont elég borsos áron számolják fel, hosszú úton praktikusan pedig nem elkerülhető, hogy a rajta utazók a gépen étkezzenek. A repülő rengeteg élelmiszeralapanyaggal van feltöltve, így nagyon változatos mikor mi van az étlapon, bár ez előre nem tudható.

## Executive One
Egy polgári repülőgép hívójele akkor Executive One, ha a fedélzetén tartózkodik az amerikai elnök. 1973-ban „példát mutatván az országot sújtó energiaválság közepette” és „a légitársaságokba vetett hitét demonstrálva” Nixon elnök lett az egyetlen regnáló elnök, aki menetrend szerinti járaton utazott. A Washington Dulles nemzetközi repülőtér és Los Angeles-i nemzetközi repülőtér között közlekedő United Airlines DC–10 akkor használta is ezt a hívójelet. A dolog apró szépséghibája, hogy biztonság kedvéért azért az egyik Air Force One gép követte a járatot.
Ha az elnök családtagjai utaznak egy polgári gépen, de maga az elnök nem, akkor a járat használhatja az Executive One Foxtrot hívójelet. First Lady korában Hillary Clinton élt ezzel a lehetőséggel.
2009. január 20-án az elnöki helikopter, a Marine One az Executive One hívójelet kapta, mivel a már lejárt mandátumú George W. Bush elnököt vitte hazafelé.

## Kiállított példányai

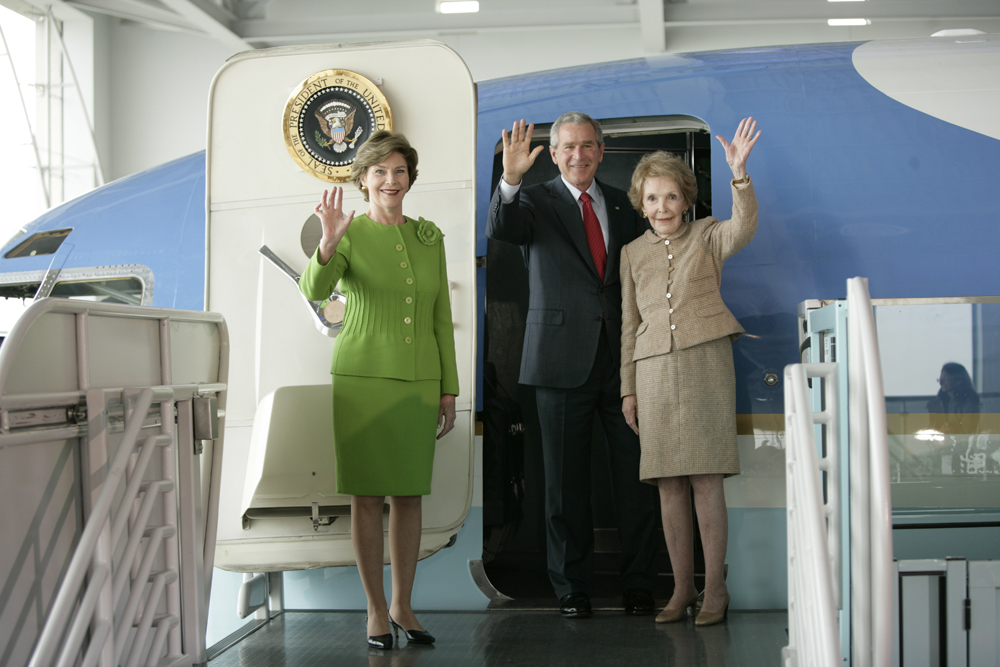
2005-ben George W. Bush elnök, Laura Bush first lady és Nancy Reagan volt first lady megtekintették a 27000-es lajstromszámú VC–137C-t, amely 1972. és 2001. között hét amerikai elnököt szolgált ki. A gépet a kaliforniai Ronald Reagan elnöki könyvtárnál állították ki.

A legtöbb volt elnöki különgépet az ohiói Wright-Patterson légitámaszponton, a légierő múzeumában állították ki: Sacred Cow, Independence, Columbine III, 26000, valamint számos kisebb elnöki gép. A JFK által használt VC–118A Liftmastert az arizonai Tucsonban található Pima repülési és űrtudományi múzeumban állították ki, a 970-es VC–137B-t pedig a seattle-i repülési múzeumban. A Nixon elnökségtől George H. W. Bush elnökségig szolgáló 27000-es lajstromszámú VC–137C-t a kaliforniai Ronald Reagan elnöki könyvtárnál állították ki, ahol 2005. október 24. óta lehet megtekinteni.

## Műszaki adatok (Boeing 747-200B)
- Gyártó: Boeing Airplane Co.
- Hajtómű típusa: General Electric CF6-80C2B1 (4 db)
- Hossz: 70,7 m
- Magasság: 19,3 m
- Szárnyfesztávolság: 59,6 m
- Utazósebesség: 0,92 Mach
- Repülési csúcsmagasság: 13 746 m
- Maximális felszállósúly: 374 850 kg
- Hatótávolság: 12 550 km (a gép légi úton utántölthető)
- Személyzet: 26 fő

## Fordítás
- Ez a szócikk részben vagy egészben az Air Force One című angol Wikipédia-szócikk ezen változatának fordításán alapul.  Az eredeti cikk szerkesztőit annak laptörténete sorolja fel. Ez a jelzés csupán a megfogalmazás eredetét és a szerzői jogokat jelzi, nem szolgál a cikkben szereplő információk forrásmegjelöléseként.